# Banitsa
La banitsa (en búlgaro: баница ['ba.ni.ʦə], también aparece transliterado como banica y banitza) es un bollo muy traditional en Bulgaria preparado mediante diversas capas de huevos y diversos trozos de sirene (queso búlgaro similar al feta, pero más duro y salado) entre pasta filo y que luego se introduce en un horno. Los macedonios se refieren a este alimento como zelnik, maznik, o menos frecuentemente como pita. 

## Costumbres

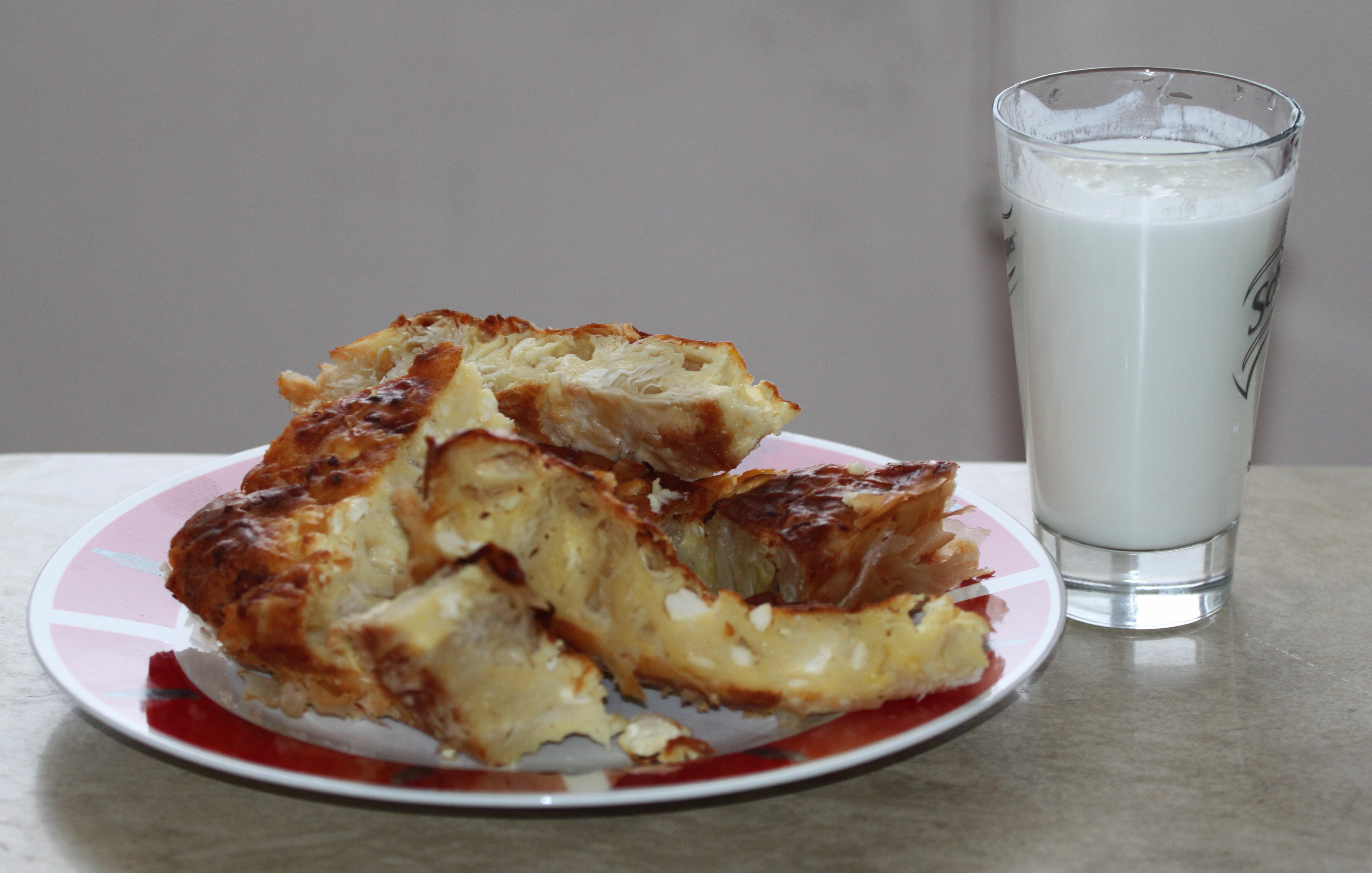
Una banitsa y un vaso de ayran.

Suele ser uno de los bollos puestos sobre las mesas de la celebración de la Nochebuena, es costumbre que se le incluya alguna pequeña pieza simbólica en su interior (una moneda, una figurita o una semilla de cornus). Más recientemente la gente suele añadir pequeñas hojas de papel con deseos. La Banitsa es muy popular cuando se sirve como desayuno con yogur, ayran, o boza. Puede ser servido tanto caliente como frío. Algunas variedades incluyen banitsa con espinacas (spanachena banitsa) o la versión dulce: banitsa con leche (mlechna banitsa) o calabaza (tikvenik).